# Johanna Westerdijk
Johanna "Hans" Westerdijk (holländskt uttal: [joːɦɑnaː ɦɑns ʋɛstərˌdɛik]), född 4 januari 1883 i Nieuwer-Amstel, Nederländerna, död 15 november 1961 i Baarn, Nederländerna, var en holländsk växtpatolog och den första kvinnliga professorn i Nederländerna.

## Biografi
Westerdijk kom från en förmögen, intellektuell och konstnärlig familj. Hon var det äldsta av tre barn till läkaren Bernard Westerdijk (1853–1927) och hans hustru Aleida Catharina Scheffer (1857–1931). Under sin skoltid vägrade hon alltid att delta i textilslöjd eller leka med dockor som de flesta av flickorna av hennes tid. I stället fick hon läsa berättelser för andra flickor på sin skola. Hon sa till sin lärare att hon skulle se till att tjäna tillräckligt med pengar för att kunna ha all hushållsskötsel utförd åt sig.
Westerdijk avslutade sin gymnasieutbildning vid 17 års ålder och tog studentexamen vid Amsterdams flickskola. Hon var en begåvad pianist och hade tänkt sig att bli professionell pianist, men en ihållande neurit i en arm gjorde detta omöjligt. Hennes intresse för botanik ledde henne till att i stället börja studera vid universitetet i Amsterdam där hon följde den berömde botanikern Hugo de Vries  föreläsningar och arbetade i hans laboratorium.
Efter att ha avslutat sina biologiska studier 1904 bestämde hon sig för att tillbringa en tid i München och forska om mossor, och ett år senare flyttade hon till Zürich där hon, under handledning av professor Hans Schinz, studerade mossors regenerering, på vilket hon disputerade för sin doktorsexamen 1906.

### Karriär
År 1906 erbjöds Westerdijk en ledande befattning vid Willie Commelin Scholten, ett växtskyddslaboratorium i Nederländerna. Laboratoriet blev under hennes överinseende en internationellt respekterad institution inom fytopatologi och flyttades från Amsterdam till Gran Villa Java i Baarn. Det har än idag en erkänd oberoende ställning som ett institut vid Royal Netherlands Academy of Arts and Sciences.
Under arbetet som chef för växtskyddslaboratoriet blev hon 1908 ansvarig för att underhålla International Association of Botanists samling av cirka 80 kulturer av svampar. Under hennes ledning utökades denna samling till över 10 000 stammar av 6 000 olika arter av svampar, jäst och aktinobakterier. Under namnet Central Bureau voor Schimmelcultures var, och är fortfarande, syftet med denna samling att tillhandahålla en mängd olika svampar i odlingar för distribution till forskare över hela världen. År 1913 blev hon den första kvinnliga mottagaren av ett bidrag från Buitenzorg Fund (Indonesien), vilket hon använde till att samla in prover från sjuka grödor som tobak, sockerrör, kaffeträd, tebuskar, etc., och gjorde kulturer av svamparna till samlingen.
År 1917 blev var Westerdijk den första kvinnliga professorn i Nederländerna. Med en tjänst som biträdande professor i växtpatologi vid universitetet i Utrecht och 1930 vid universitetet i Amsterdam tog totalt 55 doktorander sin examen under hennes handledning under en period av 35 år. Nästan hälften av dem var kvinnor, vilka blev en inspirationskälla för studenter med intresse för historien om kvinnor inom vetenskapen.
Hon gav ut över 70 publikationer som täcker breda aspekter på växtsjukdomar och mykologi,[2] men hennes huvudsakliga intresse var patogena sjukdomar och fysiologiska sjukdomar hos växter och hur man kan kontrollera dem. Flera av hennes publikationer beskrev även försök med kemikalier för sjukdomsbekämpning.

## Utmärkelser
- Medlem av Royal Netherlands Academy of Arts and Sciences (1951)[2]
- Stipendiet vid Linnean Society of London[2]
- Officer i Order of Orange-Nassau (Netherlands)[4]
- Riddare av Order of the Netherlands Lion (Netherlands)[2]
- Riddare av Order of Saint James of the Sword (Portugal)[2]
- Otto Appel.medaljen (1953) (uppsatt för utmärkande växtpatologer) i Heidelberg [2]
- Hedersdoktor vid Uppsala universitet (1957)[2]
- Hedersdoktor vid University of Giessen (1958)[2]

## Eponymousarter
Flera svamparter har uppkallats efter Westerdijk, såsom:
- Aspergillus westerdijkiae Frisvad & Samson (2004)
- Helicodendron westerdijkiae Beverw. (1953)
- Pestalotiopsis westerdykiae Steyaert (1949)
- Gyrothyrium westerdijkiae Arx (1950) (som nu kallas schizothyrium pomi)
- Torulopsis westerdijkiae E. K. Novák & Vitez (1964)

## Eftermäle
År 1907 blev Westerdijk chef för CBS (Centraalbureau voor Schimmelculteres). För att hedra hennes liv och arbete döptes institutet den 10 februari 2017 till Westerdijk Fungal Biodiversity Institute.